# بطولة أمريكا الجنوبية لكرة الطائرة للرجال 1985
أقيمت بطولة أمريكا الجنوبية لكرة الطائرة للرجال 1985 في نسختها السادسة عشر في كراكاس في فنزويلا.

## الترتيب النهائي
| المركز | المنتخب    |
| ------ | ---------- |
|        | البرازيل   |
|        | فنزويلا    |
|        | الأرجنتين  |
| 4      | الأوروغواي |

1. 1 2 3 4 5 6 7  "Sud. Mayores - Masculino". كونفدرالية أمريكا الجنوبية لكرة الطائرة. اطلع عليه بتاريخ 2023-11-20.